# Bom Jardim de Minas
Bom Jardim de Minas is een gemeente in de Braziliaanse deelstaat Minas Gerais. De gemeente telt 6.657 inwoners (schatting 2009).

## Aangrenzende gemeenten
De gemeente grenst aan Andrelândia, Arantina, Liberdade, Lima Duarte, Olaria, Passa-Vinte, Rio Preto en Santa Rita de Jacutinga.

## Verkeer en vervoer
Bij de plaats liggen de wegen BR-267, BR-494 en MG-457.